# Carré (album de Werenoi)
Pour les articles homonymes, voir Carré (homonymie).
Albums de Werenoi
Telegram
(2022) Telegram 2
(2023)
Carré est le premier album de Werenoi sorti le 10 mars 2023.

## Liste des pistes
| 1.  | Intro Rolex                             | DJ Bellek, Julien Poinsotte    | 2:47 |
| 2.  | Maison hantée                           | EEEMPTY, Dark Brass            | 3:45 |
| 3.  | Ciao (avec Ninho)                       | Noxious, Shaman Beatz          | 3:36 |
| 4.  | Figaro                                  | Wild MT                        | 2:56 |
| 5.  | Grisaille                               | HoloMobb, Boumidjal            | 3:29 |
| 6.  | Laboratoire                             | Evi Beats                      | 2:42 |
| 7.  | Virus                                   | 8Keey, Dark Brass              | 2:30 |
| 8.  | Tout seul (avec Tiakola)                | Yann Dakta, Rednose            | 2:46 |
| 9.  | L'ancien                                | Yann Dakta, Rednose            | 3:16 |
| 10. | Vroum Vroum                             | Floow On The Track             | 3:04 |
| 11. | Satan 2                                 | CashMoneyAP, Laks On The Track | 2:29 |
| 12. | Nos labels c'est du papel (avec Lacrim) | SHK                            | 2:37 |
| 13. | Boussole                                | HoloMobb, Boumidjal            | 2:50 |
| 14. | Escorte (avec PLK)                      | 2K                             | 3:14 |
| 15. | Salaire                                 | 2K, Gancho                     | 2:59 |
| 16. | Rude Boy                                | HoloMobb, Boumidjal            | 2:58 |
| 17. | Chemin d'or                             | Shiruken Music                 | 3:32 |

| 18. | 10.03.2023   | Jerzeÿ, Matojah, Camaya | 2:40 |
| 19. | Millionnaire | Le Fluide               | 2:18 |

## Clips vidéos
- 10.03.2023 : 23 février 2023
- Escorte (avec PLK) : 10 mars 2023

## Titres certifiés en France
- Ciao (avec Ninho)  Diamant[2]
- Laboratoire  Diamant[3]
- Chemin d'or  Diamant[4]
- 10.03.2023  Diamant[5]
- Tout seul (avec Tiakola)  Platine[6]
- Escorte (avec PLK)  Platine[7]
- Grisaille  Platine[8]
- Virus  Or[9]
- Vroum Vroum  Or[10]

## Accueil commercial
En première semaine, Carré s'écoule à 18 755 exemplaires.
Le 13 avril 2023, soit un mois après sa sortie, l'album est certifié disque d'or. Puis le 15 juin 2023, soit 3 mois après sa sortie, l'album est certifié disque de platine.

## Certifications et classements

### Classements
| Classement (2023)            | Meilleure position |
| ---------------------------- | ------------------ |
| Belgique (Wallonie Ultratop) | 2                  |
| Belgique (Flandre Ultratop)  | 114                |
| France (SNEP)                | 1                  |
| Suisse (Schweizer Hitparade) | 3                  |

### Certifications et ventes
| Région        | Certification | Ventes/Streams |
| ------------- | ------------- | -------------- |
| France (SNEP) | 3 × Platine   | 300 000        |